# Marcatura UKCA
La marcatura UKCA (dall'inglese UK Conformity Assessed, traducibile in "conformità del Regno Unito valutata") è la nuova regolamentazione per la certificazione di prodotto obbligatoria del Regno Unito, che sostituisce la marcatura CE dopo l'uscita del Regno Unito dall'Unione europea. È stato istituito con la versione britannica del Regolamento UE 756/2008 sull'accreditamento e la sorveglianza sul mercato.

È utilizzato a partire dal 1º gennaio 2021 come metodo per certificare la sicurezza delle merci immesse sul mercato della Gran Bretagna (cioè Inghilterra, Galles e Scozia). Le merci immesse sul mercato dall'Irlanda del Nord sono invece soggette a regole differenti, che coinvolgono, a seconda dei casi, la marcatura UKNI, la marcatura CE e la marcatura UKCA.

Marchio UKCA

## Introduzione
Le imprese che intendono immettere beni sul mercato della Gran Bretagna dovranno iniziare ad applicare la normativa sulla marcatura UKCA per i loro prodotti utilizzando, ove richiesto, un UK approved body (organismo approvato del Regno Unito) non oltre il 1º gennaio 2022. Dal 1º gennaio 2021 i requisiti tecnici (requisiti essenziali) che le imprese debbono soddisfare relativamente ai loro prodotti e processi per dimostrarne la conformità saranno sostanzialmente gli stessi in vigore prima della Brexit.
La marcatura UKCA potrà già essere utilizzata a partire dal 1º gennaio 2021, tuttavia per consentire alle imprese di adattarsi ai nuovi requisiti, nella maggior parte dei casi sarà possibile continuare ad utilizzare la marcatura CE fino al 1º gennaio 2022. Per i prodotti da costruzione tale termine è stato esteso al 1º gennaio 2023.
I designated standard (= standard designati) sostituiranno le norme armonizzate della UE.
In alcuni casi sarà necessario applicare la marcatura UKCA alle merci vendute in Gran Bretagna immediatamente dal 1º gennaio 2021. Il governo britannico invita le imprese a prepararsi a soddisfare gli obblighi della marcatura UKCA il prima possibile, anche prima delle date di scadenza sopra indicate.
Dopo il 1º gennaio 2022 tutte le imprese non stabilite nel Regno Unito che intendono immettere prodotti sul mercato britannico dovranno nominare un loro rappresentante autorizzato nel Regno Unito.
Per i prodotti già in circolazione sul mercato britannico prima del 1º gennaio 2021, non è necessaria alcuna azione aggiuntiva, infatti il certificato emesso da un organismo notificato dell'UE e valido prima di tale data continua ad essere valido. Nel corso del 2021 in Gran Bretagna (Inghilterra, Scozia e Galles) saranno riconosciute sia la marcatura UKCA che la marcatura CE. Saranno valide anche le relative dichiarazioni di conformità (o dichiarazioni di prestazione per i prodotti da costruzione) purché redatte in lingua inglese.
Solo gli organismi approvati potranno effettuare attività di valutazione della conformità per gli standard designati. Le certificazioni emesse da organismi notificati nella UE non hanno alcun valore ai fini dell'apposizione della marcatura UKCA.
Solo il Servizio di Accreditamento del Regno Unito UKAS può accreditare gli organismi approvati.
Il fabbricante (o il suo rappresentante autorizzato) potrà apporre la marcatura UKCA solo se un organismo approvato ha effettuato la valutazione. Le regole di apposizione della marcatura UKCA sono equivalenti all'attuale marcatura CE.
La marcatura CE sarà valida in Gran Bretagna solo per i prodotti per i quali le norme del Regno Unito rimangono uguali a quelle della UE. Se la UE modificasse le sue norme e la marcatura CE venisse apposta con riferimento a queste nuove norme, non sarebbe più possibile adeguarsi alle regole marcatura CE per vendere in Gran Bretagna anche prima del 1º gennaio 2022, altrettanto dicasi nel caso in cui sia il Regno Unito a cambiare le proprie norme. In questi casi solo la marcatura UKCA potrà essere riconosciuta in Gran Bretagna.

## Applicabilità

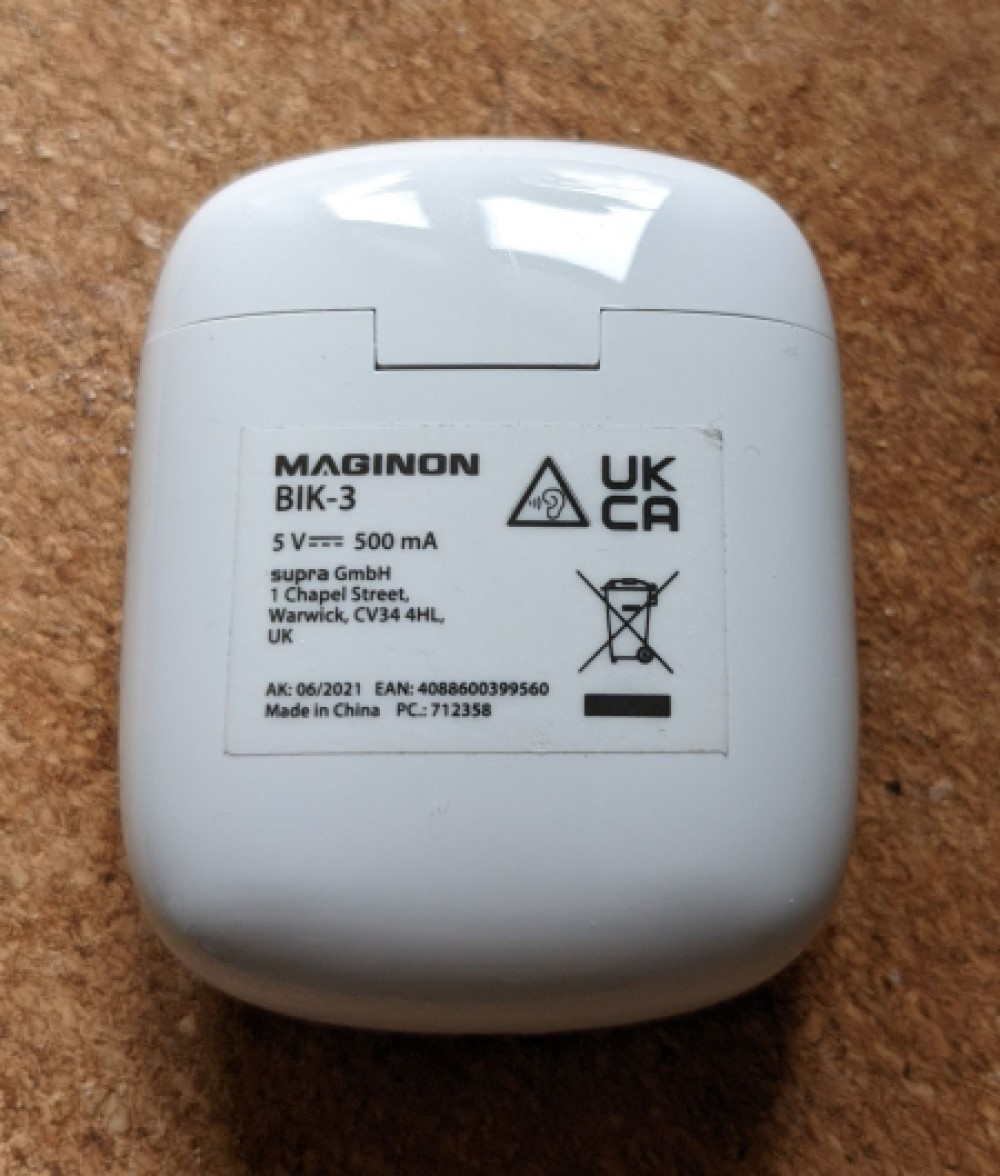
Marchio UKCA sull'etichetta di auricolari

Per i prodotti coperti dalle  direttive dell'Unione europea cosiddette "vecchio approccio" la marcatura UKCA è obbligatoria dal 1 gennaio 2021. Esse coprono:
- prodotti alimentari;
- veicoli a motore;
- sostanze chimiche;
- cosmetici;
- detergenti;
- biocidi;
- prodotti farmaceutici;

La marcatura CE sarà accettata in Gran Bretagna fino al 1 gennaio 2022 per i prodotti coperti dalle seguenti direttive e regolamenti:
- Direttiva 92/42/CEE del 21 maggio 1992, concernente i requisiti di rendimento per le nuove caldaie ad acqua calda alimentate con combustibili liquidi o gassosi
- Direttiva 2000/14/CE dell'8 maggio 2000 sul ravvicinamento delle legislazioni degli Stati membri concernenti l'emissione acustica ambientale delle macchine ed attrezzature destinate a funzionare all'aperto
- Direttiva 2006/42/CE del 17 maggio 2006 relativa alle macchine
- Direttiva 2009/48/CE del 18 giugno 2009 sulla sicurezza dei giocattoli
- Direttiva 2009/125/CE del 21 ottobre 2009 relativa all’istituzione di un quadro per l’elaborazione di specifiche per la progettazione ecocompatibile dei prodotti connessi all’energia
- Direttiva 2013/53/UE del 20 novembre 2013 relativa alle imbarcazioni da diporto e alle moto d’acqua
- Direttiva 2014/29/UE del 26 febbraio 2014 concernente l’armonizzazione delle legislazioni degli Stati membri relative alla messa a disposizione sul mercato di recipienti semplici a pressione
- Direttiva 2014/30/UE del 26 febbraio 2014 concernente l’armonizzazione delle legislazioni degli Stati membri relative alla compatibilità elettromagnetica
- Direttiva 2014/31/UE del 26 febbraio 2014 concernente l’armonizzazione delle legislazioni degli Stati membri relative alla messa a disposizione sul mercato di strumenti per pesare a funzionamento non automatico
- Direttiva 2014/32/UE del 26 febbraio 2014 concernente l’armonizzazione delle legislazioni degli Stati membri relative alla messa a disposizione sul mercato di strumenti di misura
- Direttiva 2014/33/UE del 26 febbraio 2014 per l’armonizzazione delle legislazioni degli Stati membri relative agli ascensori e ai componenti di sicurezza per ascensori
- Direttiva 2014/34/UE del 26 febbraio 2014 concernente l’armonizzazione delle legislazioni degli Stati membri relative agli apparecchi e sistemi di protezione destinati a essere utilizzati in atmosfera potenzialmente esplosiva (ATEX)
- Direttiva 2014/35/UE del 26 febbraio 2014 concernente l’armonizzazione delle legislazioni degli Stati membri relative alla messa a disposizione sul mercato del materiale elettrico destinato a essere adoperato entro taluni limiti di tensione
- Direttiva 2014/53/UE del 16 aprile 2014 concernente l'armonizzazione delle legislazioni degli Stati membri relative alla messa a disposizione sul mercato di apparecchiature radio
- Direttiva 2014/68/UE del 15 maggio 2014 concernente l’armonizzazione delle legislazioni degli Stati membri relative alla messa a disposizione sul mercato di attrezzature a pressione
- Regolamento (UE) 2016/425 del 9 marzo 2016 sui dispositivi di protezione individuale
- Regolamento (UE) 2016/426 del 9 marzo 2016 sugli apparecchi che bruciano carburanti gassosi

Per le seguenti direttive e regolamenti la marcatura CE sarà accettata fino al 1 gennaio 2022 ma con alcune regole speciali:
- Direttiva 2014/28/UE del 26 febbraio 2014 concernente l’armonizzazione delle legislazioni degli Stati membri relative alla messa a disposizione sul mercato e al controllo degli esplosivi per uso civile;
- Direttiva (UE) 2016/797 dell'11 maggio 2016 relativa all'interoperabilità del sistema ferroviario dell'Unione europea;
- Regolamento (UE) N. 305/2011 del 9 marzo 2011 che fissa condizioni armonizzate per la commercializzazione dei prodotti da costruzione;
- Regolamento (UE) 2017/745 del 5 aprile 2017 relativo ai dispositivi medici.[9]

L'elenco degli organismi approvati che in Gran Bretagna sostituiscono gli organismi notificati è in fase di pubblicazione da parte dl governo britannico.

## Obblighi
Analogamente alla marcatura CE, a dispetto del termine "marcatura", l'apposizione del solo marchio UKCA da parte del fabbricante senza avere prima adempiuto gli altri obblighi previsti dalla normativa rappresenta un reato.
Tali obblighi generali riguardano, tra l'altro:
- Verifica normativa
- Analisi dei rischi per la sicurezza
- Minimizzazione dei rischi attraverso l'adozione di misure di sicurezza adeguate ed efficaci
- Valutazione e trattamento dei rischi residui
- Preparazione del manuale d'uso, installazione e manutenzione.
- Preparazione della dichiarazione di conformità UKCA, con i contenuti previsti dalla normativa
- Preparazione e apposizione dell'etichetta identificativa dei prodotti, con i contenuti previsti dalla normativa (incluso il "marchio UKCA"). La dimensione minima del marchio UKCA deve essere di almeno 5 mm ed esso deve sempre mantenere le proporzioni date nel fac-simile indicato.[2] Dal 1º gennaio 2023, il marchio UKCA deve, nella maggior parte dei casi, essere apposto direttamente sul prodotto e deve risultare inamovibile.[6] Fino a tale data ci sarà la possibilità di apporre il marchio su un'etichetta apposta sul prodotto o su un documento di accompagnamento.
- Conservazione e aggiornamento del fascicolo tecnico
- Collaborazione con le autorità competenti.

A questi si aggiungono altri obblighi indicati dalla normativa sulla marcatura UKCA, inclusi obblighi specifici a seconda del prodotto oggetto della marcatura UKCA.

## Sorveglianza sul mercato
Il governo del Regno Unito mantiene il potere di effettuare la sorveglianza del mercato al fine di garantire che i prodotti non conformi possano essere rimossi dal mercato del Regno Unito. Il governo sta mettendo a punto gli strumenti per rendere operativo questo servizio indipendentemente dagli altri Stati Membri della UE.

## Specificità dei prodotti da costruzione
Il governo inglese ha emesso uno statutory instrument che modifica unilateralmente il Regolamento EU/305/2011 (CPR). Esso mantiene il suo impianto originario, ma viene trasformato in una Legge di diritto del Regno Unito e ne sono modificate di conseguenza le responsabilità di gestione e controllo. Gli obblighi per i produttori restano nella forma invariati, ma si farà riferimento solo alle norme BS e non più alle norme europee EN.
È previsto che l'unica lingua accettata per la Dichiarazione di Prestazioni (DoP) sia l'inglese;
La Legge inglese che trasforma il CPR garantisce che se lo standard designato è identico alla norma armonizzata UE la marcatura CE sarà riconosciuta nel Regno Unito fino al 1º gennaio 2023.

### Designated standards
Tutte le norme europee armonizzate ai fini del CPR diventeranno designated standards del Regno Unito. Ciò significa che immediatamente dopo la fine del periodo di transizione le norme armonizzate europee e gli standard designati saranno identici.
Il governo ne pubblicherà l'elenco su un database del Regno Unito che verrà tenuto aggiornato.

### Disposizione transitoria per i prodotti da costruzione già immessi sul mercato del Regno Unito
I prodotti da costruzione contrassegnati certificati attraverso il processo della marcatura CE e immessi sul mercato dell'UE prima della fine del 1 gennaio 2021 possono continuare a circolare fino a quando raggiungono il loro utilizzatore finale nel Regno Unito.
A tale fine i prodotti devono essere:
- coperti da una norma europea armonizzata, se è identica al corrispondente designated standard del Regno Unito (come indicato sopra);
- dotati di marcatura CE;
- accompagnati da una dichiarazione di prestazione del fabbricante;
- quando richiesto valutati da un organismo notificato riconosciuto dall'UE.

Ogni operatore economico è tenuto a dimostrare che le merci sono state immesse sul mercato del Regno Unito prima della fine del 1º gennaio 2021.

### Organismi approvati del Regno Unito
Dal 1º gennaio 2021, gli organismi notificati del Regno Unito che operano ai sensi del CPR e con sede nel Regno Unito riceveranno il nuovo stato di UK approved bodies (organismo approvato del Regno Unito). Saranno elencati in una versione britannica del database NANDO (New Approach Notified and Designated Organisations) e riceveranno un numero di organismo approvato a 4 cifre. L'attuale intenzione del governo britannico è che questo numero sia lo stesso già assegnato dalla Commissione Europea.
Solo gli organismi approvati potranno effettuare attività di valutazione della conformità per gli standard designati. 
Il fabbricante (o il suo rappresentante autorizzato) potrà appore la marcatura UKCA solo se un organismo approvato ha effettuato la valutazione. Le regole di apposizione della marcatura UKCA sono equivalenti all'attuale marcatura CE.
Solo il Servizio di Accreditamento del Regno Unito UKAS potrà accreditare gli organismi approvati ai sensi del nuovo regolamento sui prodotti da costruzione del Regno Unito.

### Immissione di prodotti da costruzione sul mercato della Gran Bretagna
Le imprese che intendono continuare ad immettere prodotti sul mercato della Gran Bretagna dovranno essere pronte a soddisfare gli obblighi della marcatura UKCA utilizzando, ove richiesto, un "organismo approvato" entro il 1º gennaio 2023.
Per fornire tempo sufficiente alle aziende per la transizione ai nuovi requisiti e solo fino al 1º gennaio 2023, i prodotti potranno ancora essere immessi sul mercato del Regno Unito senza ulteriori prove e valutazioni e senza una nuova marcatura, se continuano a soddisfare i requisiti dell'UE (inclusa la marcatura CE). Durante questo periodo la valutazione e verifica della costanza della prestazione da parte di un ente terzo può continuare ad essere eseguita da un organismo notificato riconosciuto dalla Unione Europea. 
I prodotti che soddisfano i requisiti del Regno Unito e portano il marchio UKCA possono essere immessi sul mercato britannico solo se le valutazioni di terza parte sono state effettuate da un organismo approvato dal Regno Unito.
Per i prodotti da costruzione soggetti ad AVCP sistema 4, cioè senza intervento di un ente terzo, il fabbricante può scegliere se seguire la normativa relativa alla marcatura UKCA o alla marcatura CE, a condizione che siano soddisfatti i requisiti richiesti dalla norma.

### Rappresentanti autorizzati
Quando un fabbricante aveva conferito un mandato scritto a un rappresentante autorizzato con sede in un paese dell'UE, tale rappresentante autorizzato continuerà ad essere riconosciuto nel Regno Unito fino al 1º gennaio 2023. Dopo di che sarà necessario stabilire nuovi rappresentanti autorizzati nel Regno Unito.
Tutte le imprese non stabilite nel Regno Unito che intendono immettere prodotti sul mercato britannico possono nominare un loro rappresentante autorizzato nel Regno Unito. Sebbene la figura del rappresentante autorizzato non sia obbligatoria, può avere un ruolo apprezzabile facilitando determinati adempimenti di legge (archiviazione della documentazione tecnica, etichettatura, relazione con gli organismi di vigilanza del mercato, ecc.).